# Armagedda
Armagedda est un groupe suédois de black metal, originaire de Norrland. Formé en 1999, le groupe se sépare en 2004.

## Biographie
Armagedda est formé à l'initiative de A. Petterson au début de l'année 2000, mais opérait déjà un an auparavant sous le nom de Volkermord. Le groupe entre en studio au milieu de l'année 2000 pour l'enregistrement d'une démo de Volkermord qui jouissait d'une production agressive ; elle est publiée en octobre la même année et éditée à 30 exemplaires. En tout début de l'année 2001, ils entrent une nouvelle fois en studio pour l'enregistrement de leur premier album studio, intitulé The Final War Approaching,.
À cette période, le groupe change de nom pour Armagedda, et enregistre plusieurs chansons en split avec le groupe suédois Svarthymn intitulé In Blackest Ruin publié au label underground local Deathcult Productions. Armagedda est originellement signé au label Breath of Night Records d'Andrew Harris (Akhenaten) pour la publication d'une version vinyle en 2002, en collaboration avec le label allemand Sombre Records. Un nouveau membre, Mord, se joint à Armagedda au début de 2001 afin de compléter le line-up du groupe. Leur activité dure jusqu'en 2004, avec la décision de Graav et A. Petterson de dissoudre le groupe et d'en former un nouveau appelé Lönndom.

## Discographie

### Albums studio
- 2001 : The Final War Approaching
- 2003 : Only True Believers
- 2004 : Ond Spiritism: Djæfvulens Skalder

### EP
- 2002 : Strength Through Torture
- 2004 : In Blackest Ruin
- 2010 : I Am[3]

### Démo
- 2000 : Volkermord (sous le nom de Volkermord)

### Splits
- 2001 : In Blackest Ruin (avec Svarthymn)
- 2002 : Black Metal Endsieg III (avec Secrets of the Moon, Bael et Dark Storm)
- 2002 : Armagedda / Woods of Infinity (avec Woods of Infinity)

### Compilations
- 2007 : Echoes in Eternity
- 2010 : Volkermord - The Appearance

## Vidéographie
- 2012 : Live in Nurnberg (DVD)